# Sainte-Anne-de-la-Pérade
Pour les articles homonymes, voir Sainte-Anne.
Sainte-Anne-de-la-Pérade est une municipalité du Québec (Canada) de la MRC Les Chenaux, dans la région de la Mauricie, localisée sur la rive nord du fleuve Saint-Laurent, à l'embouchure de la rivière Sainte-Anne, sur la route 138 (Chemin du Roy), entre les villes de Trois-Rivières et de Québec.
Sainte-Anne-de-la-Pérade est la capitale mondiale de la pêche au poulamon atlantique ou petit poisson des chenaux. La saison de pêche au poulamon dure généralement du 26 décembre au 16 février. Chaque hiver, fidèles adeptes et touristes visitent Sainte-Anne-de-la-Pérade pour la pêche sur glace. Un village temporaire, constitué de cabanes de pêcheurs, se dresse les eaux gelées de la rivière Sainte-Anne,.
La pièce maîtresse de la municipalité est l'église Sainte-Anne, une église catholique érigée sur le modèle de la basilique Notre-Dame de Montréal.

## Histoire

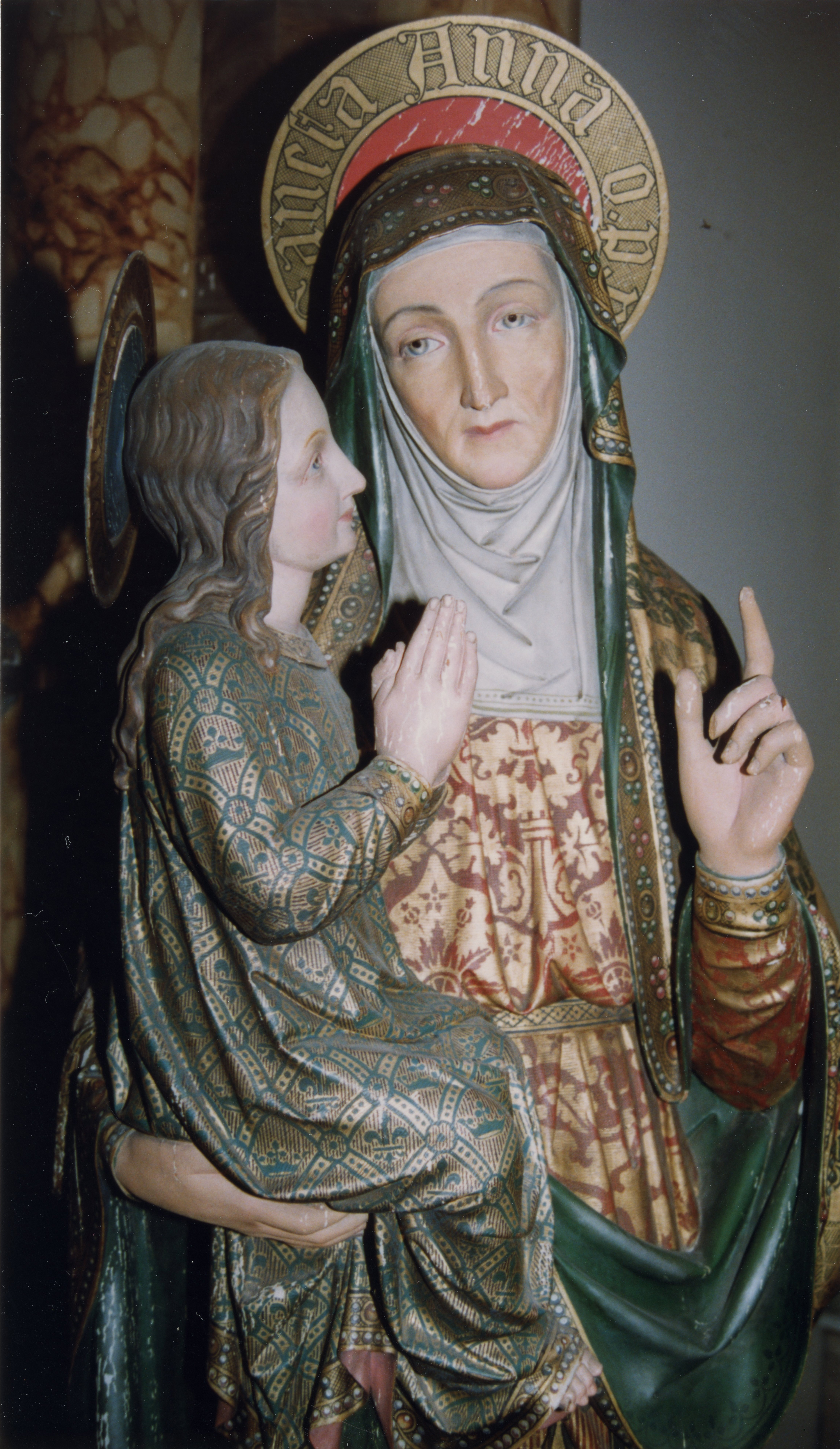
L'éducation de la Vierge, statue de sainte Anne et Marie enfant, sculpture de bois (chêne), œuvre de Mathias Zen (1839-1921), acquise en 1885 par l'église de la paroisse

Les origines de cette localité remontent à la fin de l’année 1666, ou tout début de l’année 1667, avec la concession de la seigneurie de Sainte-Anne (ou de l’île Sainte-Anne) par l’intendant Jean Talon à Michel Gamelin. L'acte de concession est disparu, mais le titre est clairement mentionné dans l’acte de vente du 29 septembre 1670 : «audit vendeur [Michel Gamelin] appartenant par concession qui lui en a été donnée par Messrs Jean Talon». La date de concession n’est pas connue, mais la première concession par Gamelin au titre de seigneur date du 14 février 1667. C'est le début du peuplement permanent, c'est l'année retenue depuis les années 1940 comme année de fondation de la localité. Des festivités marquant les 350 ans ont eu lieu en 2017. Cette seigneurie mesurait une demi-lieue de front sur une lieue de profondeur, et comprenait l’île Saint-Ignace et l’île Sainte-Marguerite.
Le 29 septembre 1670, la seigneurie de Sainte-Anne a été vendue par Michel Gamelin à Edmond de Suève et Thomas de Lanouguère (Lanaudière), devant le notaire Duquet à Québec.
Le 29 octobre 1672, l'intendant Jean Talon concède une superficie supplémentaire à Edmond de Suève et Thomas Tarieu de Lanouguère (ou Lanaudière), de sorte que la seigneurie mesurera dorénavant 1,5 lieue (4,8 km) de front sur la même profondeur d'une lieue (3,2 km). Une augmentation de 3 lieues fut donnée à Marguerite Denis, veuve de Thomas Tarieu, par le gouverneur Frontenac et l'intendant Champigny, le 4 mars 1697. Les îles en face furent ajoutées à la seigneurie le 6 avril 1697, et confirmées le 30 octobre 1700. Le 8 janvier 1710, l'ordre fut réfuté et les îles furent données à Pierre-Thomas Tarieu de La Pérade, fils de Thomas Tarieu, qui était marié à Madeleine de Verchères, héroïne canadienne qui, à 14 ans, avait défendu avec bravoure le fort de ses parents contre les Iroquois. Suivant une autre augmentation de territoire en avril 1735 à Pierre-Thomas Tarieu, le nom de Sainte-Anne-de-la-Pérade fut donné en son honneur.
La paroisse catholique commence dès 1667 avec l'établissement des premiers colons. Une chapelle est sans doute aménagée dans une des maisons du lieu. Vers 1671 est construite la première église. Le plus vieil acte des registres paroissiaux conservés date de 1679. Il est possible qu'ils aient été ouverts dès 1667. Il faudra attendre l'année 1693 pour que la paroisse puisse subvenir entièrement aux besoins d'un curé qui pourra alors y résider en permanence. L'érection canonique de la paroisse date du 1er octobre 1714.
En 1820, le bureau de poste ouvre. En 1845, la paroisse municipale est établie, et abolie deux ans plus tard lors d'une restructuration des municipalités provinciales, et est rétablie en 1855. En 1912, le village est séparé de la paroisse municipale et fut incorporé comme village municipal de la Pérade.

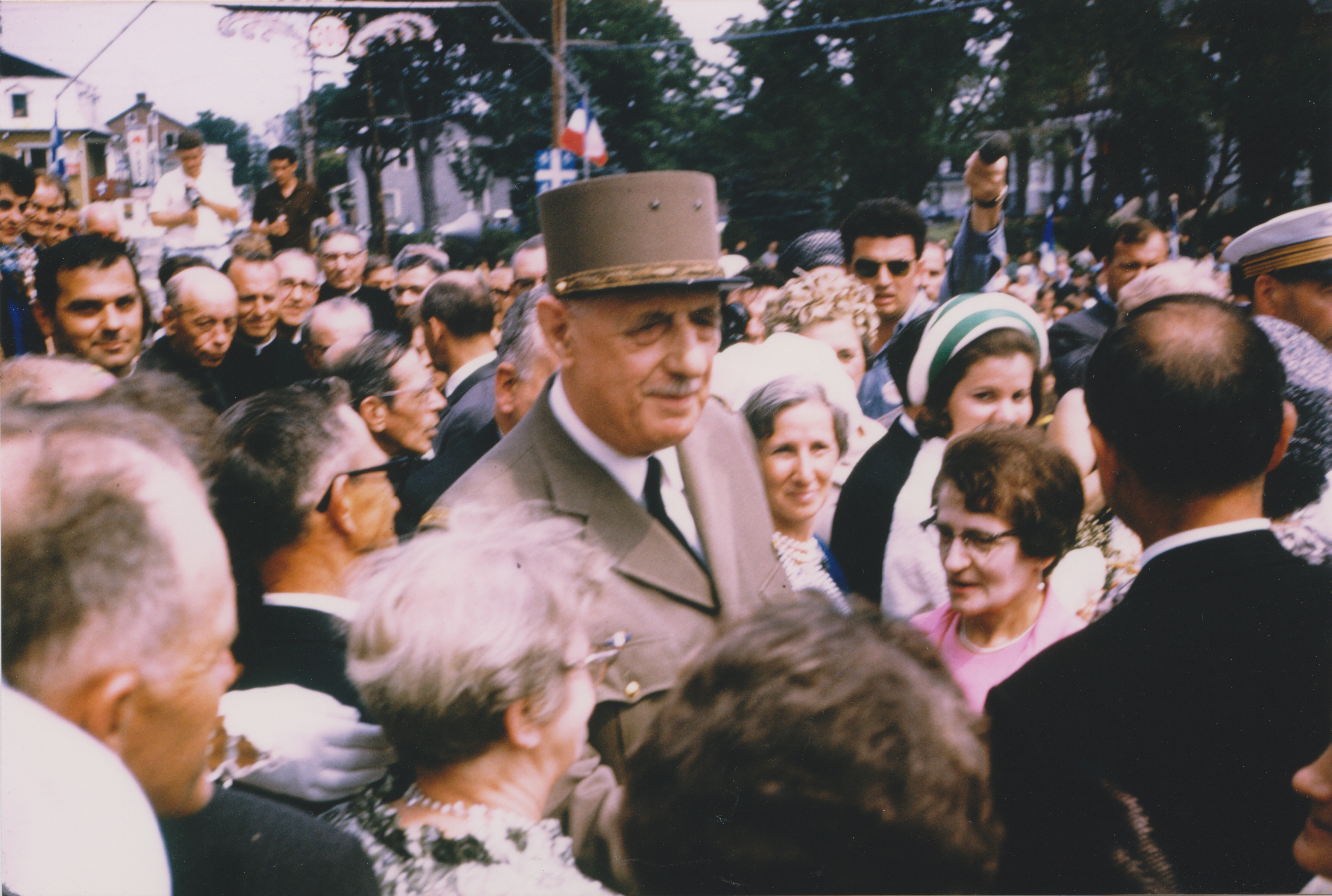
Général De Gaulle à Sainte-Anne-de-la-Pérade, sur le chemin du Roy, de Québec à l'hôtel de ville de Montréal

Le 24 juillet 1967, vers 11:30, le général De Gaulle, lors de son voyage au Québec, arrive sur place en ayant emprunté déjà une partie du chemin du Roy, première route créée vers 1660, route qu'il suit lors du voyage qu'il a voulu faire entre la ville de Québec, d'où il est parti le même jour vers 09:15, et l'arrivée prévue à Montréal en soirée, vers 18:45. Il s'arrête dans la municipalité et prononce alors un petit discours d'une durée d'environ 7 minutes.
En mai 1989, le village et la paroisse municipale fusionnent pour créer la nouvelle municipalité de Sainte-Anne-de-la-Pérade.

## Géographie
La rivière Sainte-Anne traverse la municipalité de l'est vers le sud-ouest. La rivière Charest traverse la partie nord de la municipalité vers le sud est puis le sud-est jusqu'à sa confluence avec la rivière Sainte-Anne. L'île de la Batture est située au sud dans l'estuaire fluvial du Saint-Laurent.

## Démographie
| 1996  | 2001  | 2006  | 2011  | 2016  | 2021  |
| ----- | ----- | ----- | ----- | ----- | ----- |
| 2 181 | 1 914 | 1 889 | 2 072 | 2 019 | 2 031 |

Logements privés occupés par les résidents permanents (en 2011) : 954 (sur un total de 1019 logements).
Langue maternelle en 2011:
- Le français comme langue maternelle : 94,1 %
- L'anglais comme langue maternelle : 1,0 %
- Maitrisant l'anglais et le français : 400 habitants ou 19,3%.

En 2011, l'âge médian de la population était de 51,1 ans.

## Administration
Faisant partie à l'origine du comté de Champlain, Sainte-Anne-de-la-Pérade est incorporée à la Municipalité régionale de comté (MRC) de Francheville en 1982. En 2002, elle est incluse dans la Municipalité régionale de comté (MRC) Les Chenaux, à la suite de la création de la nouvelle ville de Trois-Rivières et la dissolution de la MRC de Francheville
Les élections municipales se font en bloc pour le maire et les six conseillers.
| Sainte-Anne-de-la-Pérade Maires depuis 2005                                                                          |                |         |          |
| Élection | Maire          | Qualité | Résultat |
| 2005 | Gilles Devault |         | Voir     |
| 2009 | Yvon Lafond    |         | Voir     |
| 2013 | Diane Aubut    |         | Voir     |
| 2017 | Diane Aubut    | Voir    |          |
| 2021 | Suzanne Rompré |         | Voir     |
| Élection partielle en italique Depuis 2005, les élections sont simultanées dans toutes les municipalités québécoises |                |         |          |

## Produits du terroir
Les fromages Le Ste-Anne et Le baluchon sont fabriqués par la fromagerie FX Pichet de Sainte-Anne-de-la-Pérade. Le Ste-Anne est un fromage à pâte molle fait de lait de vache biologique
Les boissons du Roy sont également un produit local créé par la Ferme Tournesol de Sainte-Anne-de-la-Pérade. Ces boissons alcoolisées sont faites à partir de petits fruits des champs tel que les fraises, bleuets, framboises et petites baies.

## Attraits

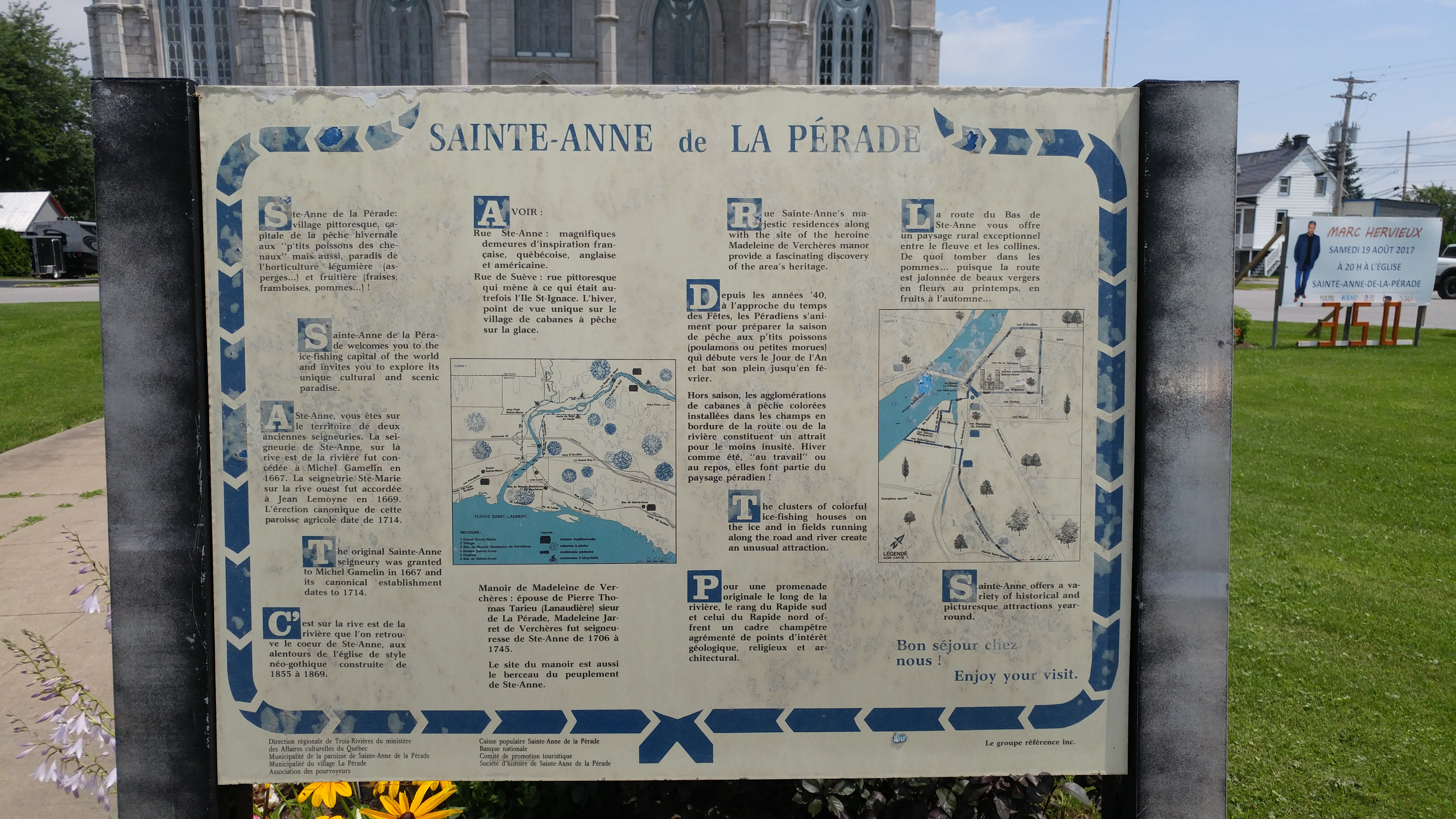
Panneau d'interprétation portant sur le tourisme à Sainte-Anne-de-la-Pérade, placé devant l'église.

### Pêche aux petits poissons des chenaux

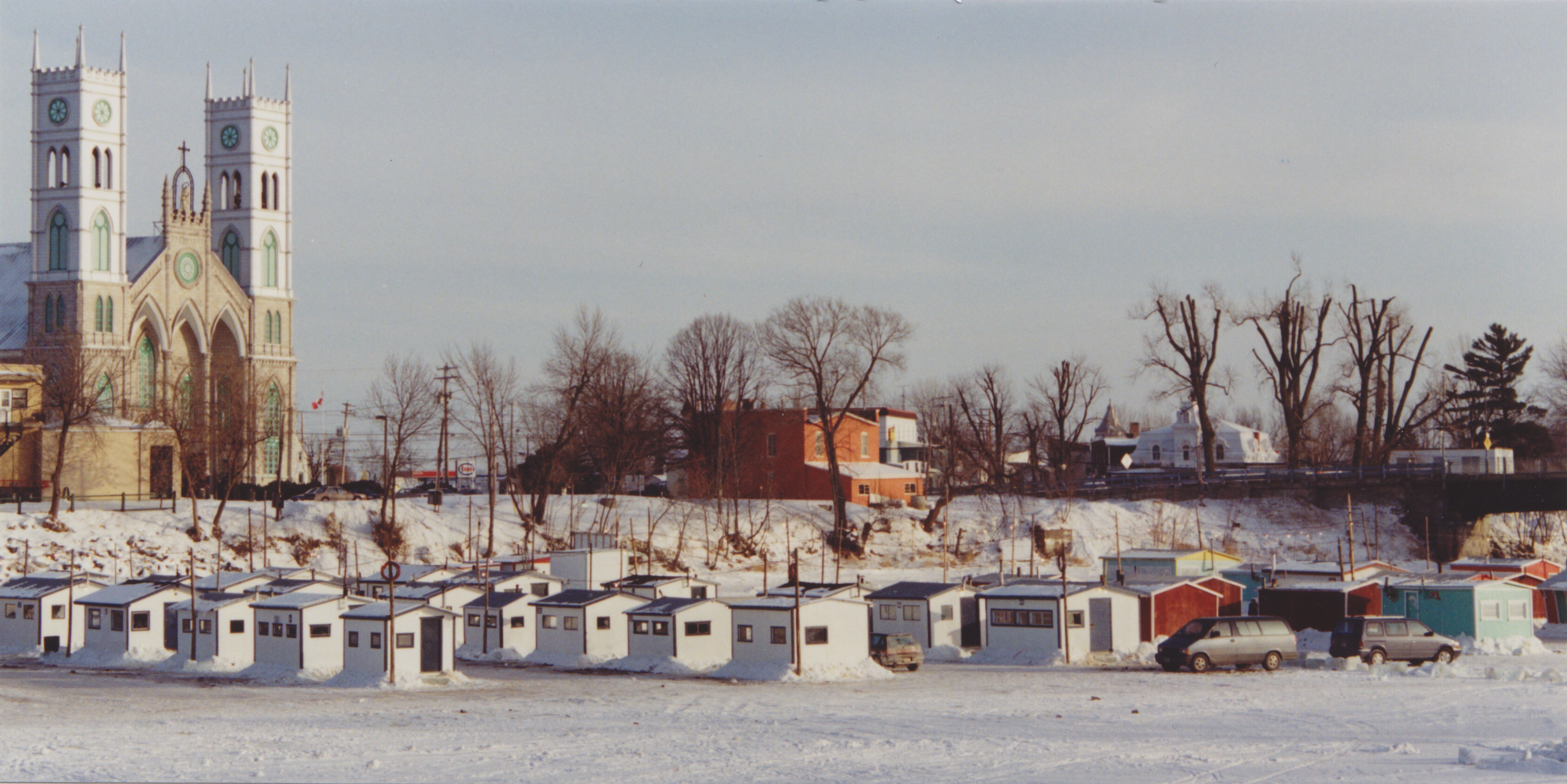
Village de pêche sur la glace de la rivière Sainte-Anne

Les Attikameks pratiquaient la pêche au poulamon Atlantique ou petit poisson des chenaux bien avant l'arrivée des Européens en terre d'Amérique. À Sainte-Anne-de-la-Pérade, les petits poissons des chenaux sont redécouverts dans la rivière Sainte-Anne, par hasard, en février 1938.
La pêche sur glace au poulamon Atlantique fait la renommée mondiale de Sainte-Anne-de-la-Pérade. Si la glace est solide, chaque année, entre le 26 décembre et le 16 février, la rivière Sainte-Anne devient un village de cabanes sur la glace, au cœur même de Sainte-Anne-de-la-Pérade.

### Patrimoine

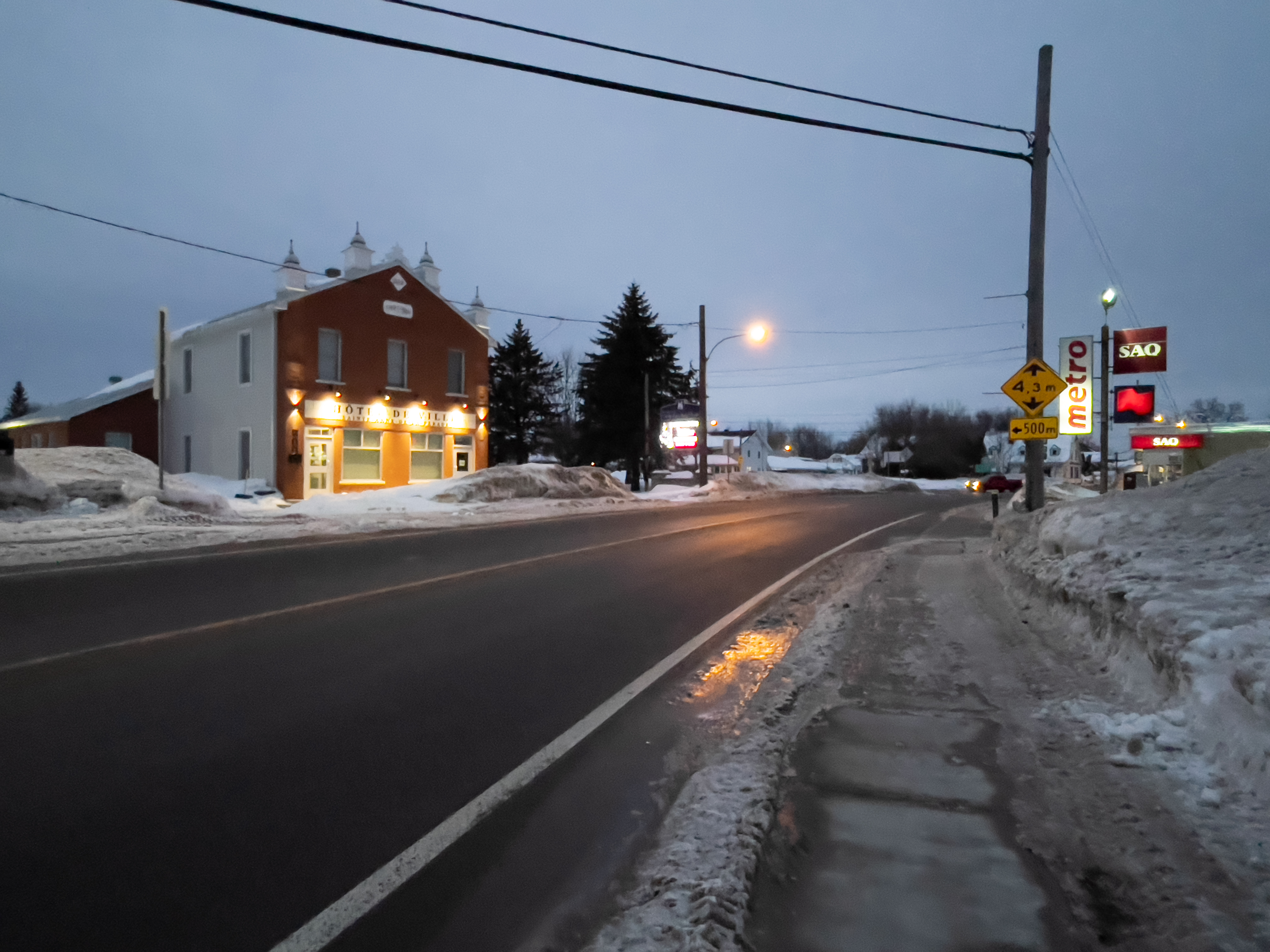
Hôtel de ville, Chemin du Roy (route 138)

Le chemin du Roy (route 138), une des vieilles routes d'Amérique du Nord, traverse Sainte-Anne-de-la-Pérade.
L'église, construite entre 1855 et 1869, s'inspire de l'architecture gothique ; ses plans sont adaptés à partir de la basilique Notre-Dame de Montréal. Les doubles clochers culminent à 33 mètres. Elle contient une statue de sainte Anne, réalisée par le Belge Mathias Zen, et achetée en 1885. Elle est dotée d'un orgue Casavant inauguré par Bernard Piché, organiste à la cathédrale de Trois Rivières, le 20 juin 1943. La crypte de l'église est accessible au public, depuis 2010, de la fin juin à la mi-août. C'est un des rares lieux d'inhumation Ad sanctos ouverts aux visites guidées et à son interprétation au Canada.
Le Domaine seigneurial Sainte-Anne présente l'histoire de trois personnages historiques célèbres ayant habité les lieux, soit Madeleine de Verchères, Elizabeth Hale et Honoré Mercier. L'histoire de la seigneurie de Sainte-Anne ainsi que son Domaine est également vue à travers l'exposition permanente.
La maison Gouin fut construite vers 1672 par Michel Feulion. Mathurin Gouin et sa famille, établis à Sainte-Anne-de-la-Pérade depuis mars 1671, y habitaient en juin 1673. « La maison… sert en quelque sorte de manoir seigneurial, de presbytère et d’étude de notaire ».

## Environnement
Le marécage de Grondines et de Sainte-Anne-de-la-Pérade, un des derniers marécages arborés de grande étendue en bordure du fleuve Saint-Laurent.
— Fondation Hydro-Québec pour l'environnement

« Bien que l’occupation humaine ait généré des changements sur le plan écologique, il est impressionnant de constater à quel point le marécage de Grondines et Sainte-Anne-de-la-Pérade est demeuré en bonne condition, une rareté à l’échelle de la province.

Unique en son genre, il figure parmi les écosystèmes les plus riches et les plus vastes en bordure du fleuve. On y trouve une faune et une flore bien adaptées à ces conditions particulières. »

— Conservation de la nature Canada.

## Personnalités Liées
- Madeleine de Verchères (1678-1747), héroïne de Nouvelle-France, morte à Sainte-Anne-de-la-Pérade ;
- Achille Juneau (1931-2008), médecin et homme politique québécois, né à Sainte-Anne-de-la-Pérade.

## Photographies

Patrimoine bâti
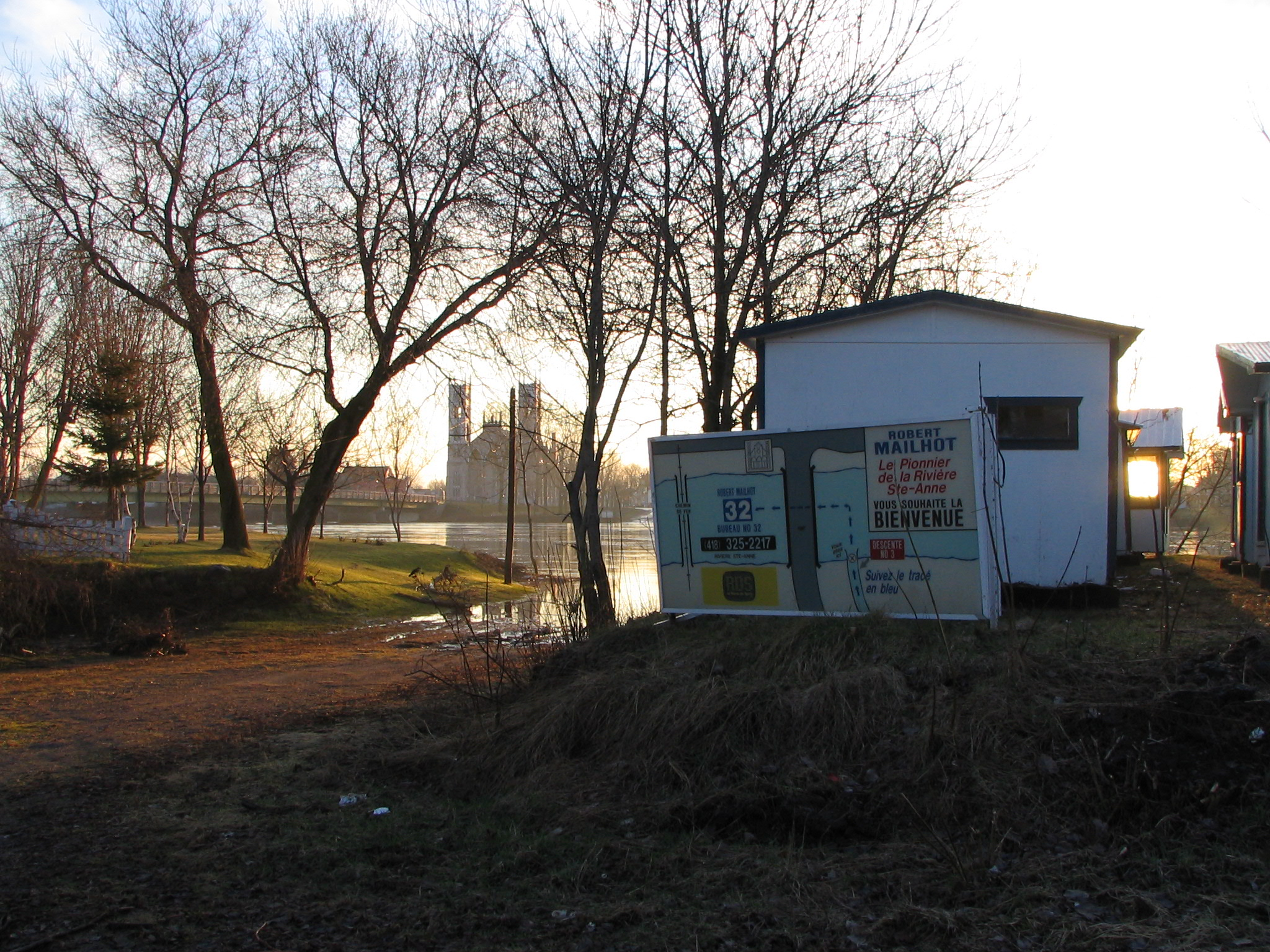
Rivière Sainte-Anne, église paroissiale, pont Jeffrey-Alexandre-Rousseau (Chemin du Roy).
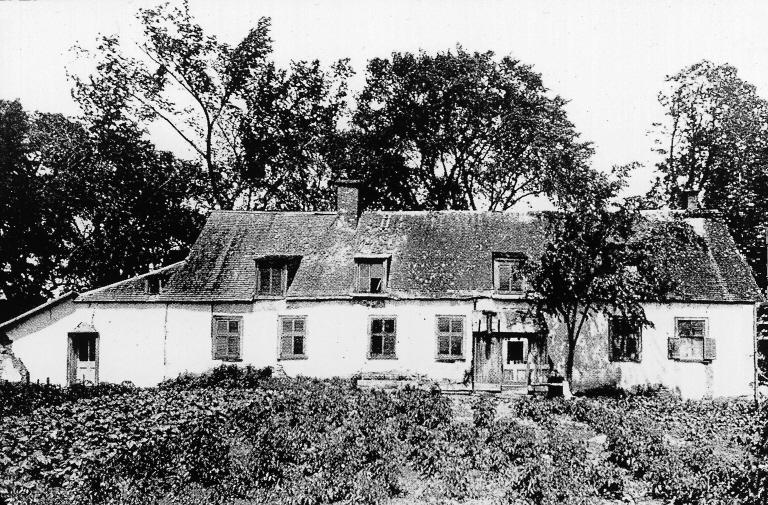
Maison de Mme Lanaudière, vers 1922.
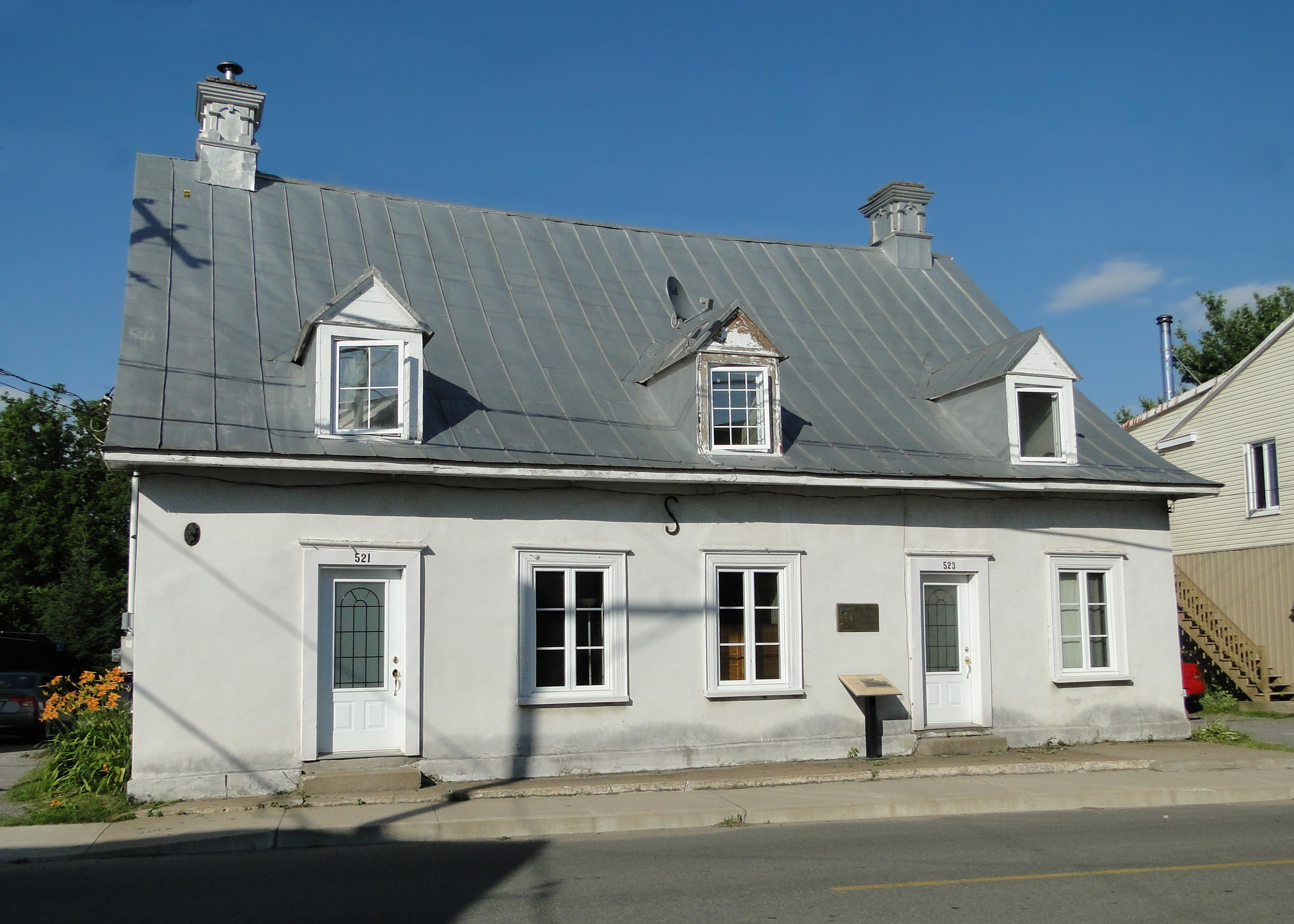
Maison Gouin.
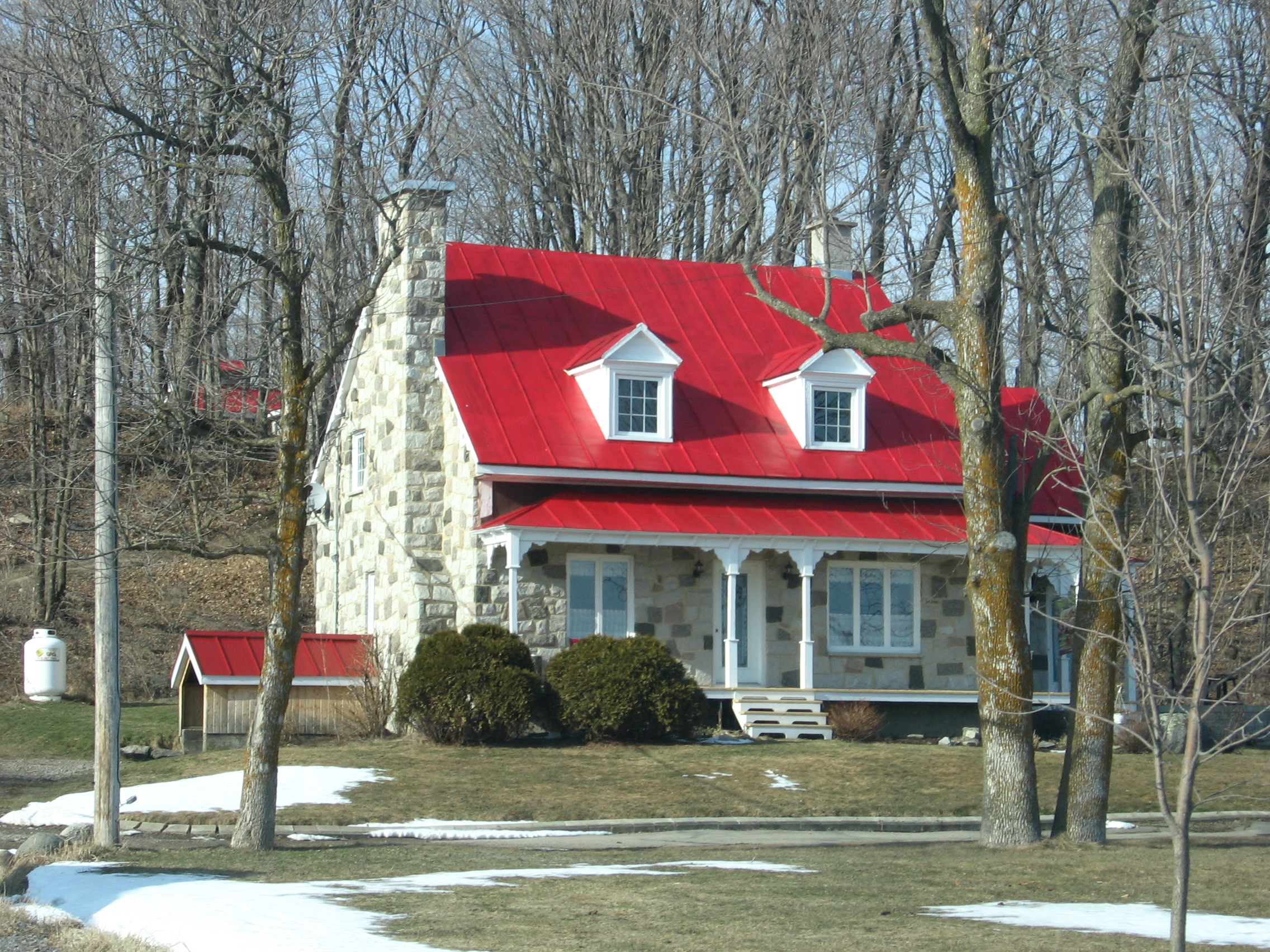
Maison près de Sainte-Anne-de-la-Pérade.
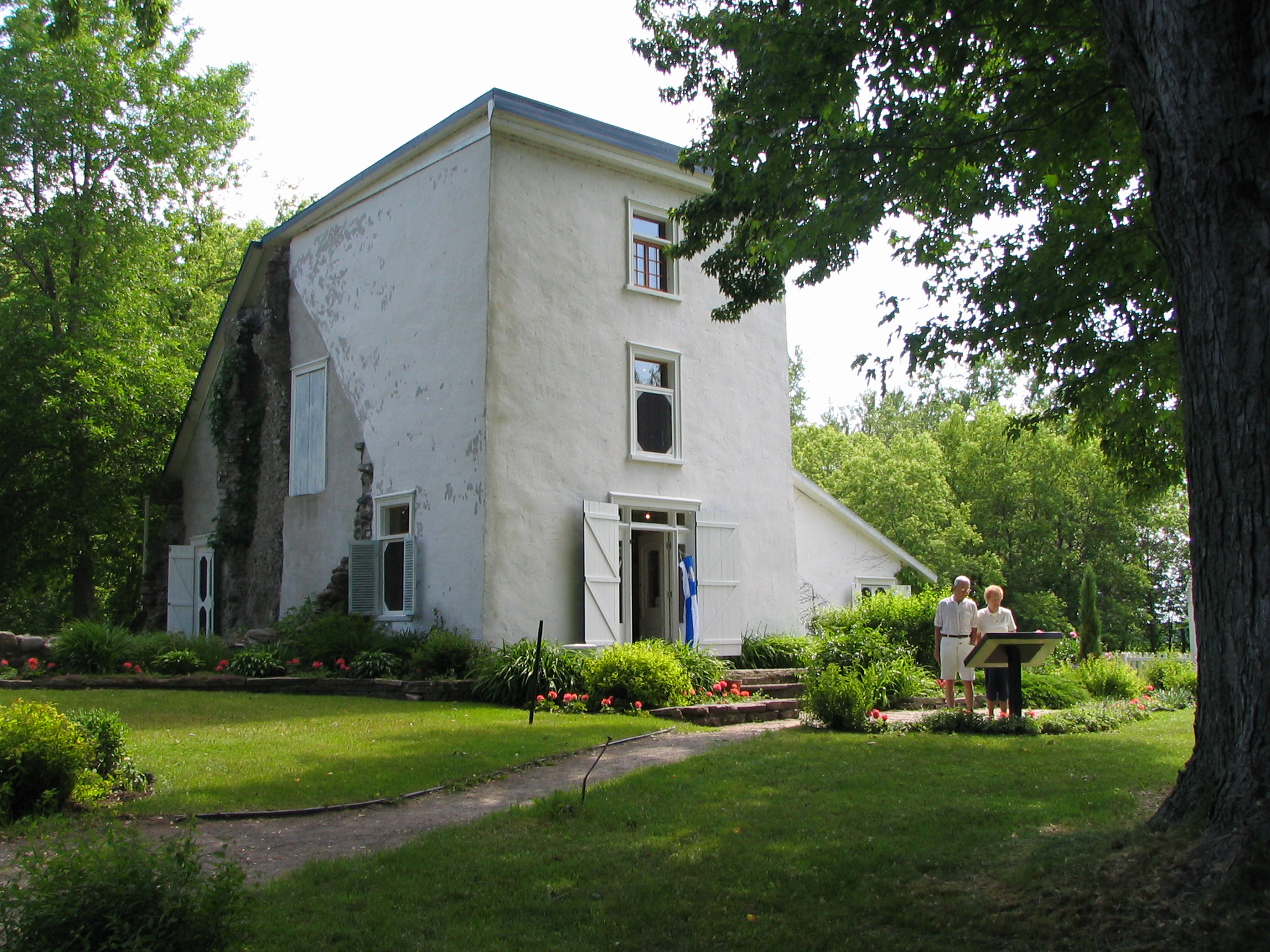
Manoir Madeleine de Verchères

Patrimoine religieux
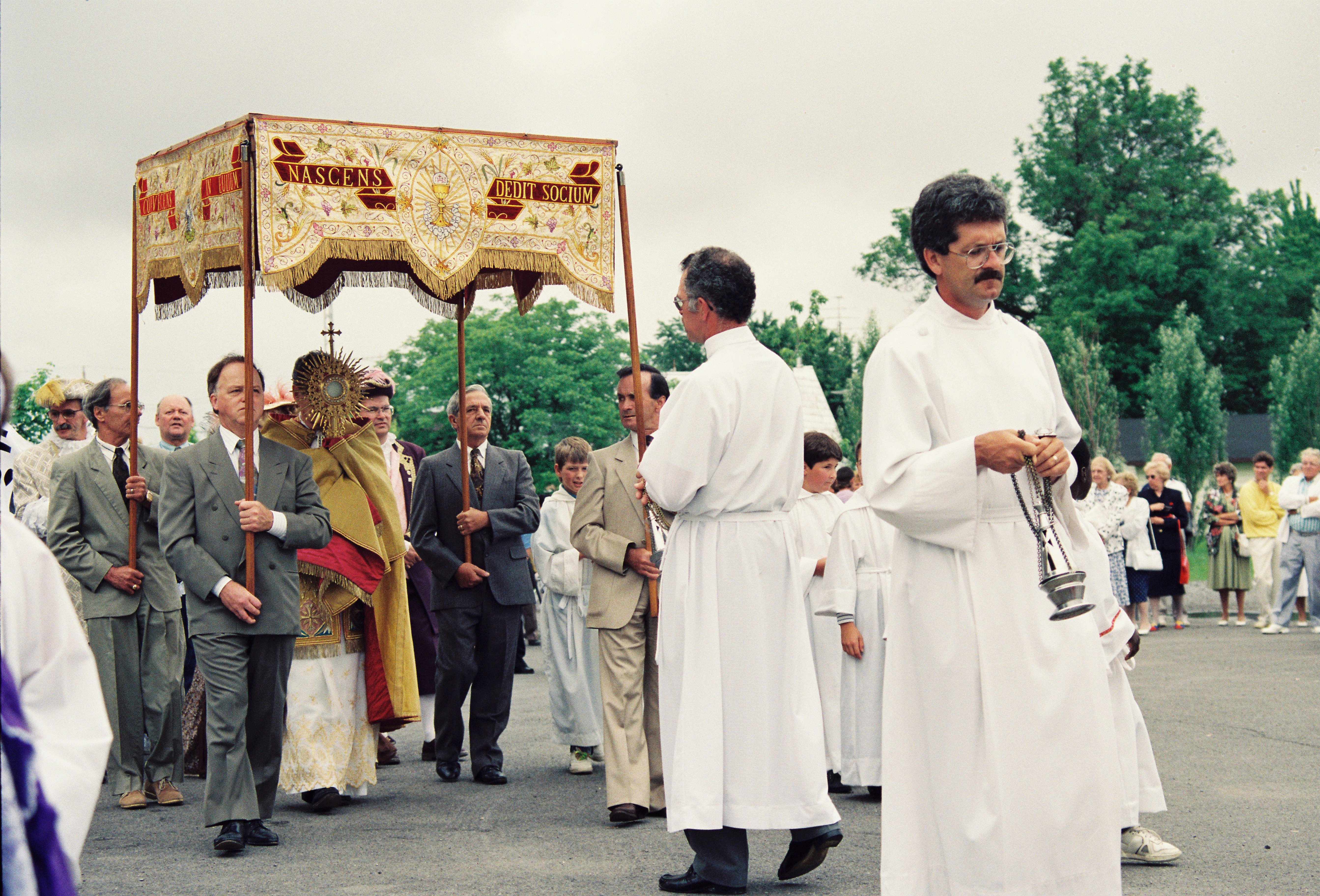
Procession du Saint Sacrement, lors de la Fête Dieu, 1992.
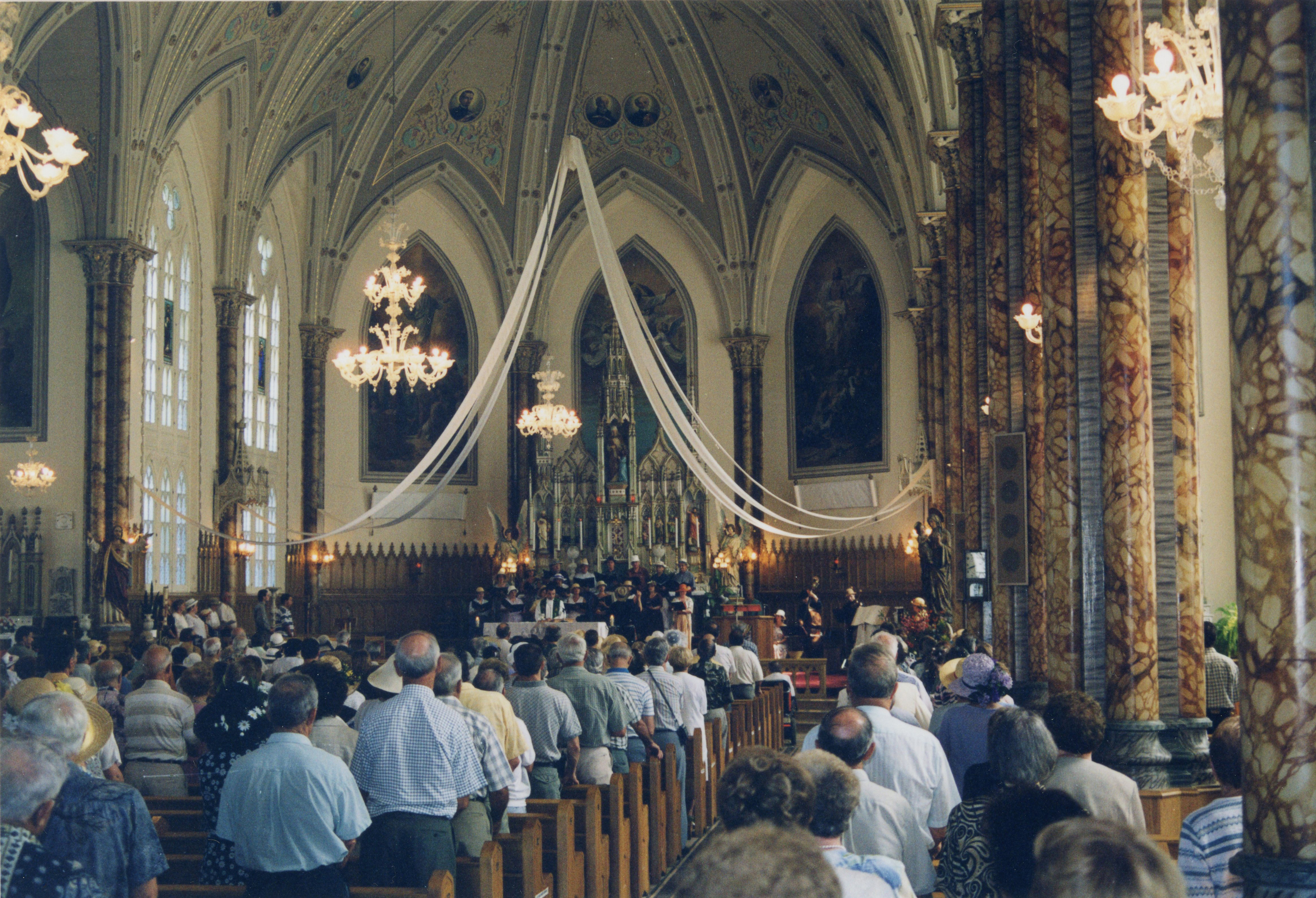
Intérieur de l'église paroissiale, 1999.
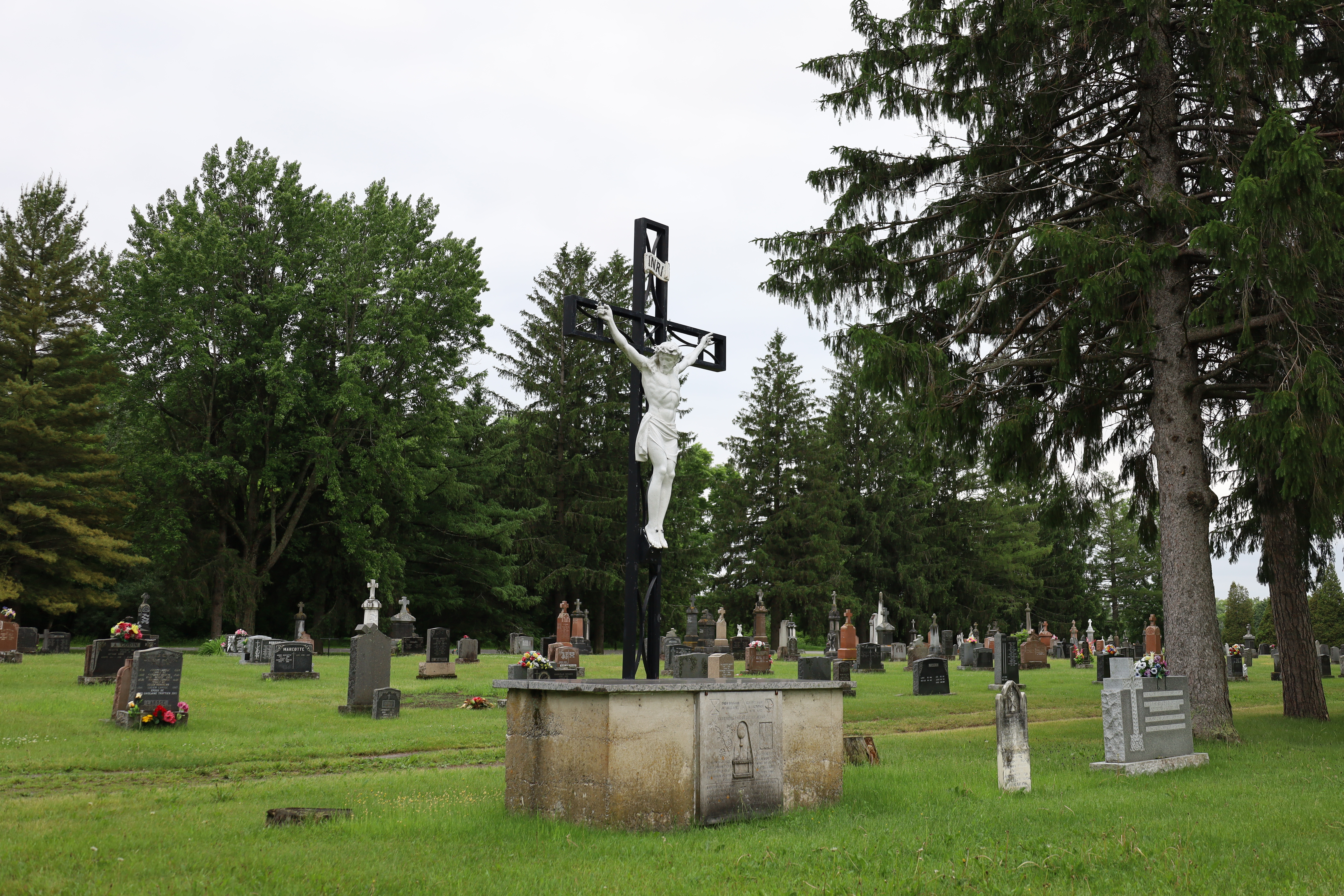
Cimetière, sur le chemin du Roy (Route 138 Québec).
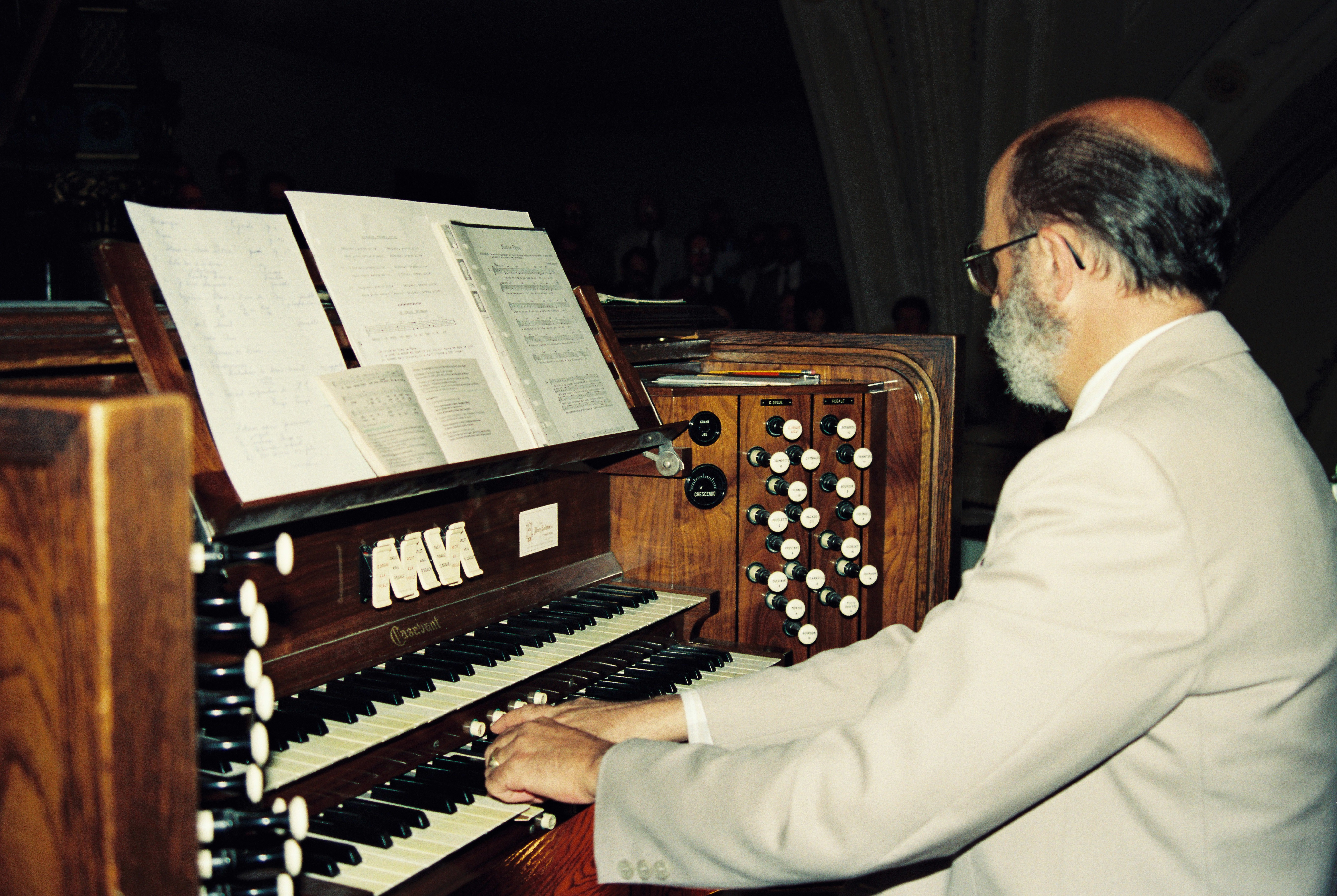
Orgue Casavant, jubé de l'orgue, église paroissiale, 1992.
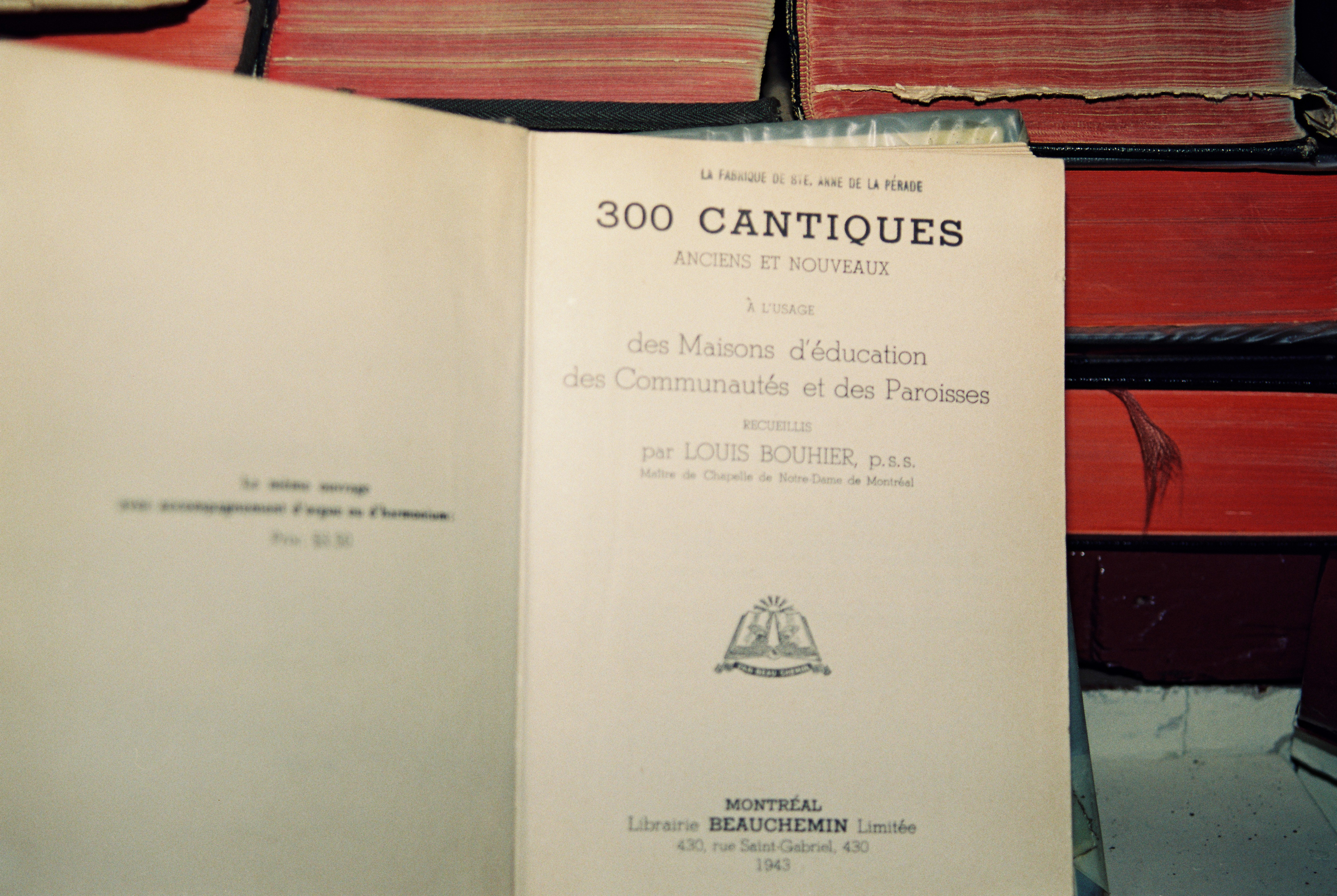
Vieux missels, vespéraux (chants pour les vêpres) et autres livres de chants d'église, 1943.
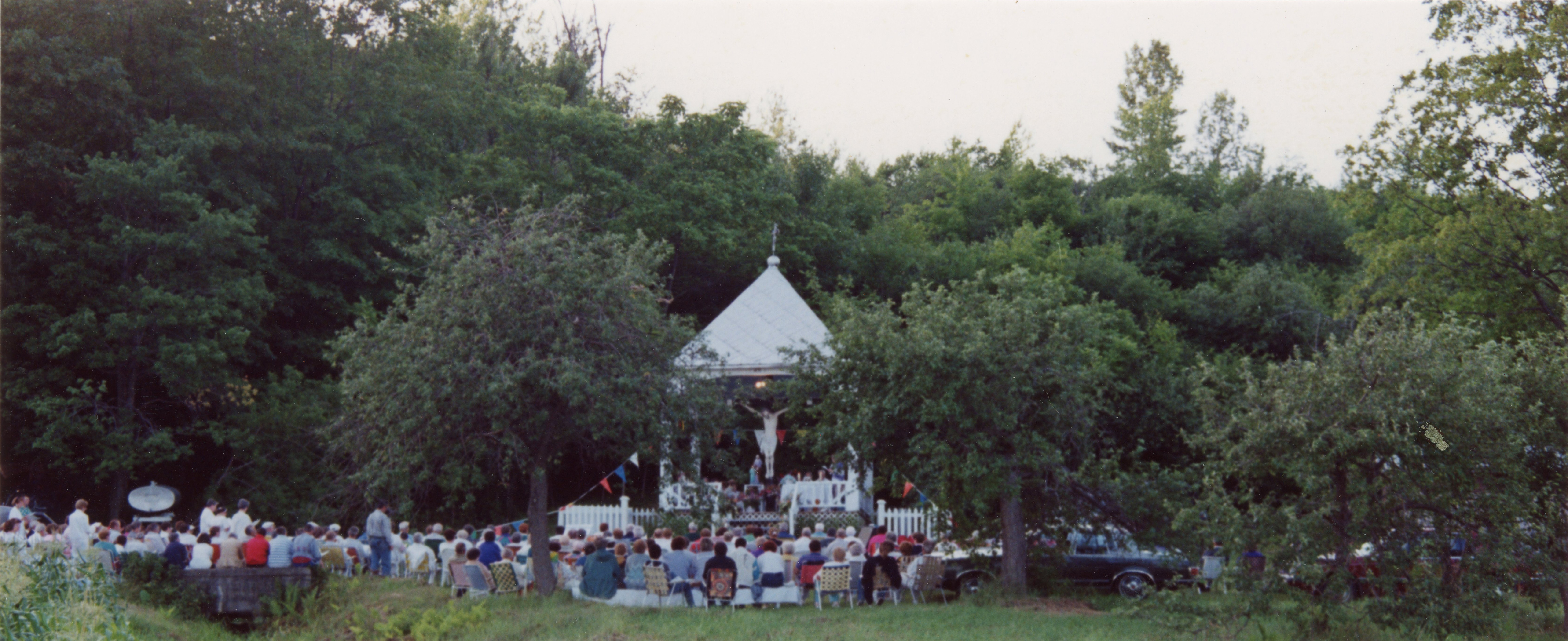
Calvaire sous édicule (1893), neuvaine à la bonne sainte Anne, chemin du Roy, 1992.

Flore
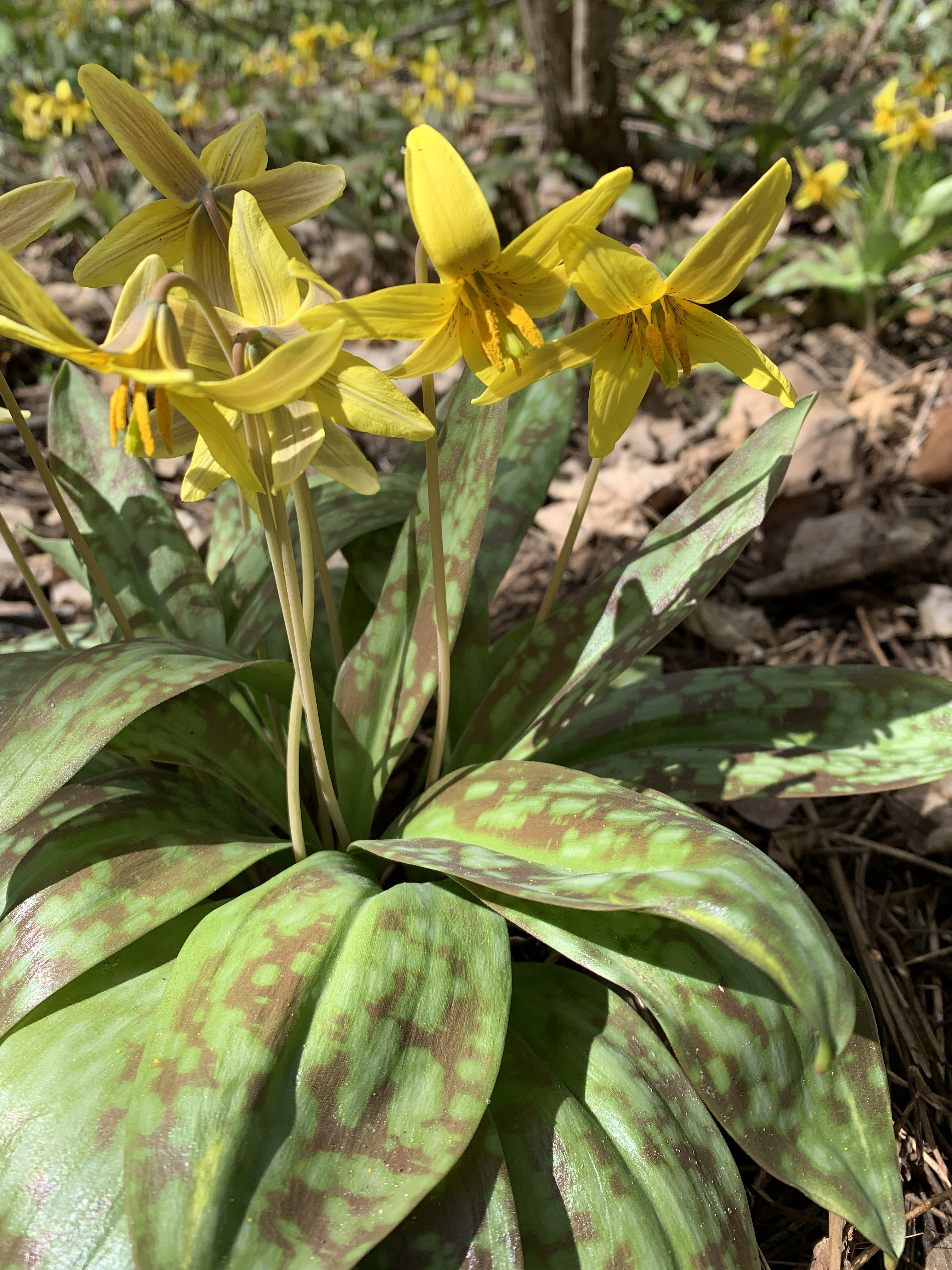
Erythronium americanum Ker-Gawl. — Érythrone d'Amérique
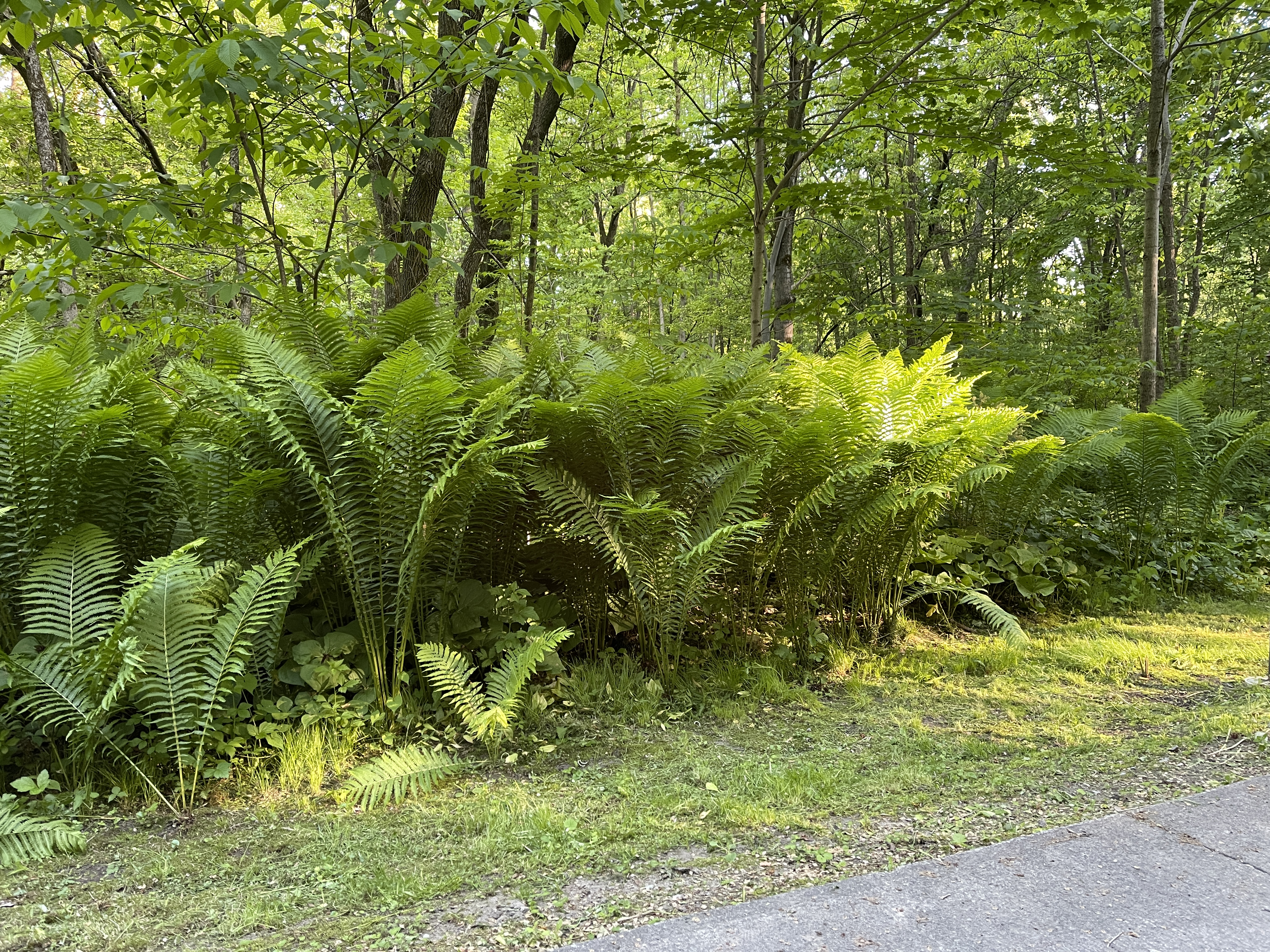
Matteuccia struthiopteris (L.) Todaro. – Matteuccie fougère-à-l'autruche.
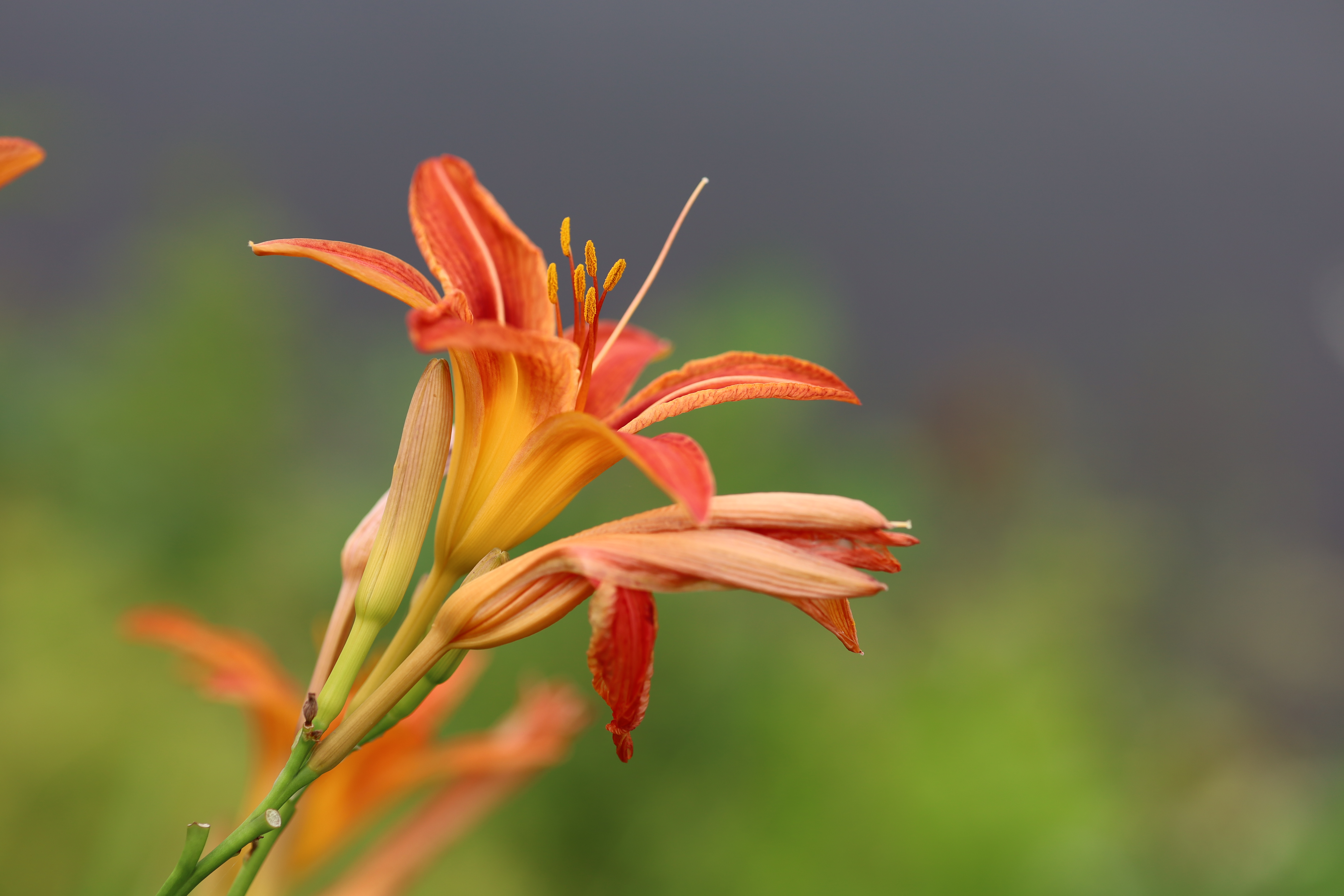
Hemerocallis fulva L. — Hémérocalle fauve.
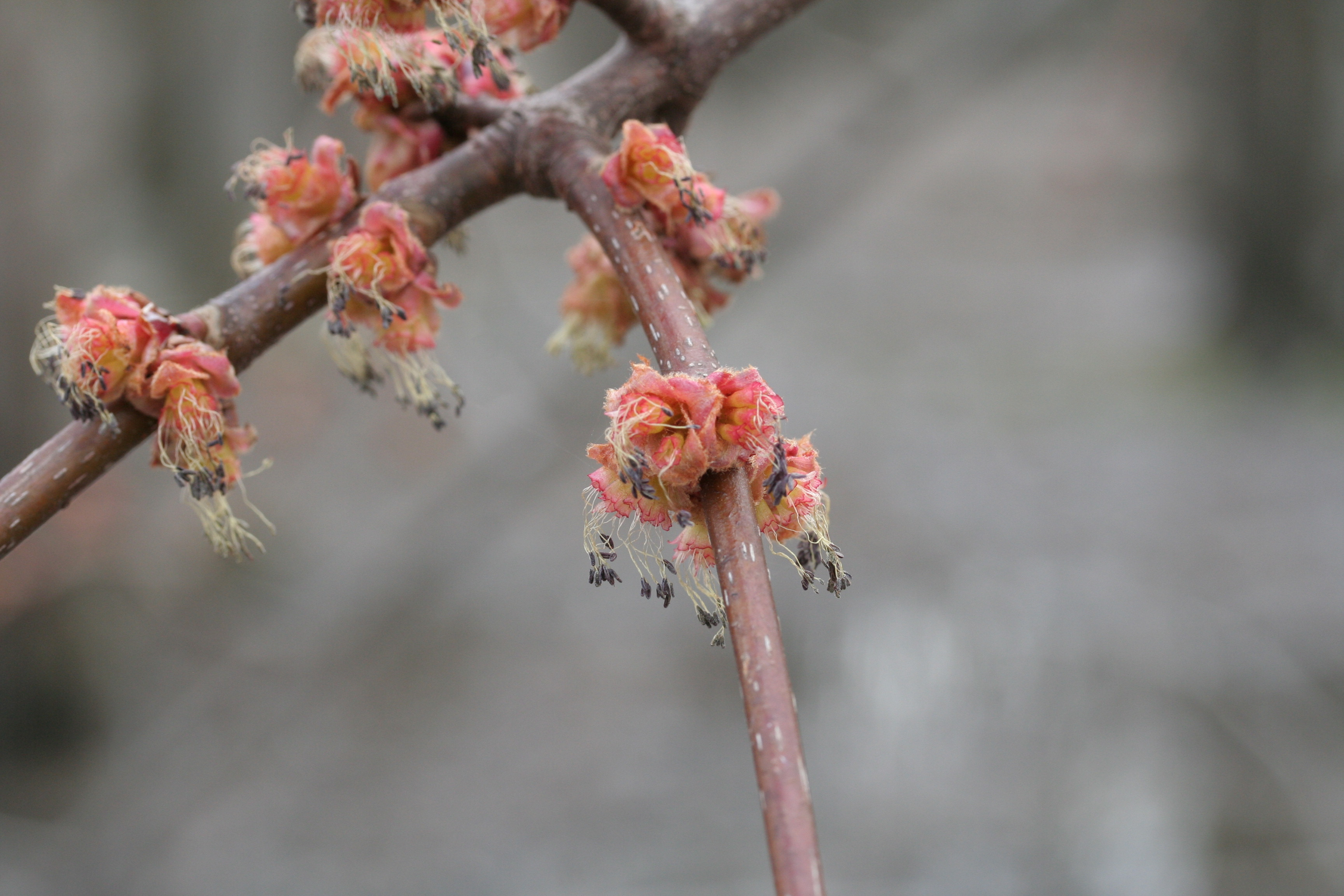
Acer rubrum L. — Érable rouge (fleurs).
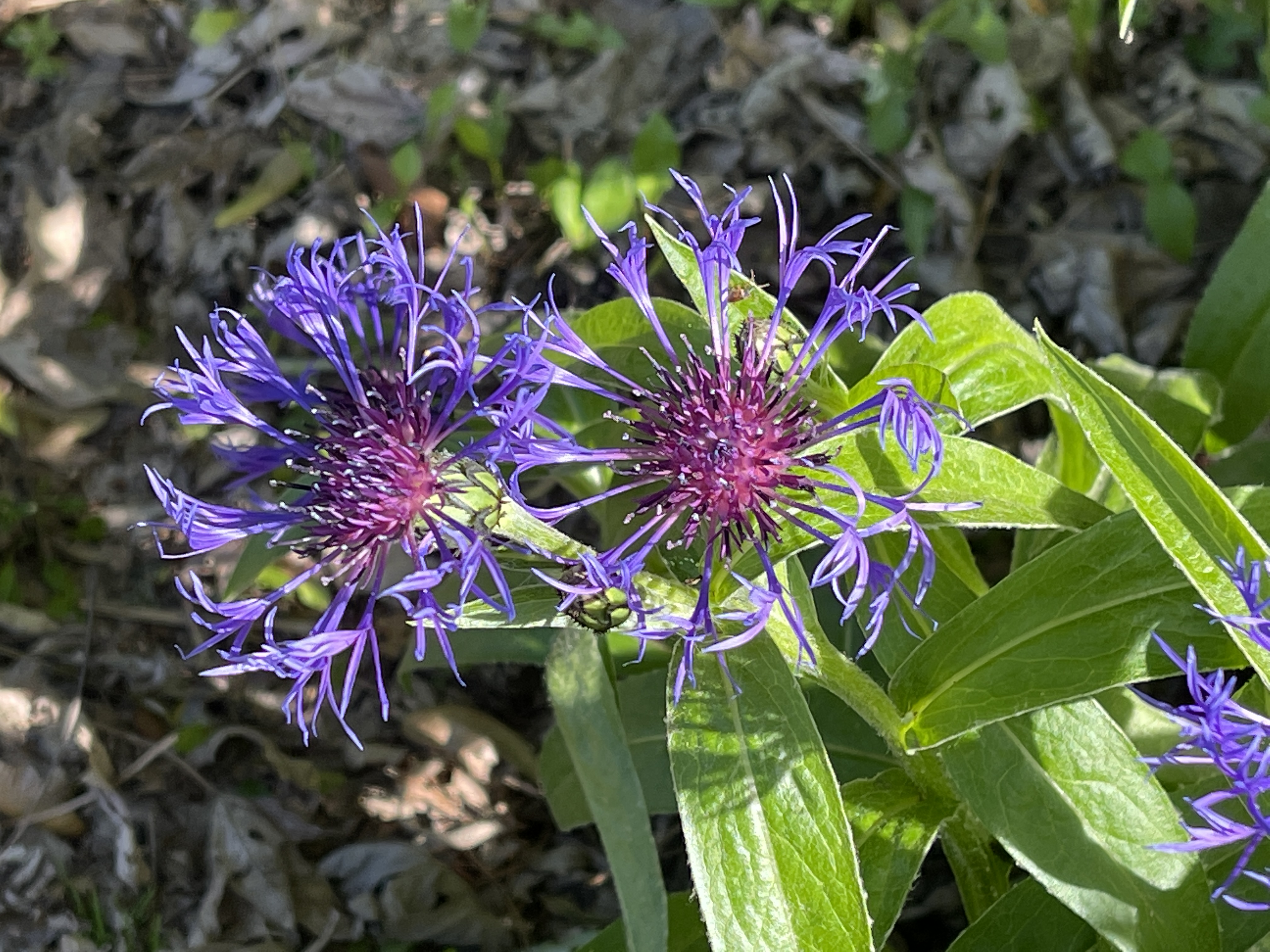
Centaurea cyanus L. ― Centaurée bluet.
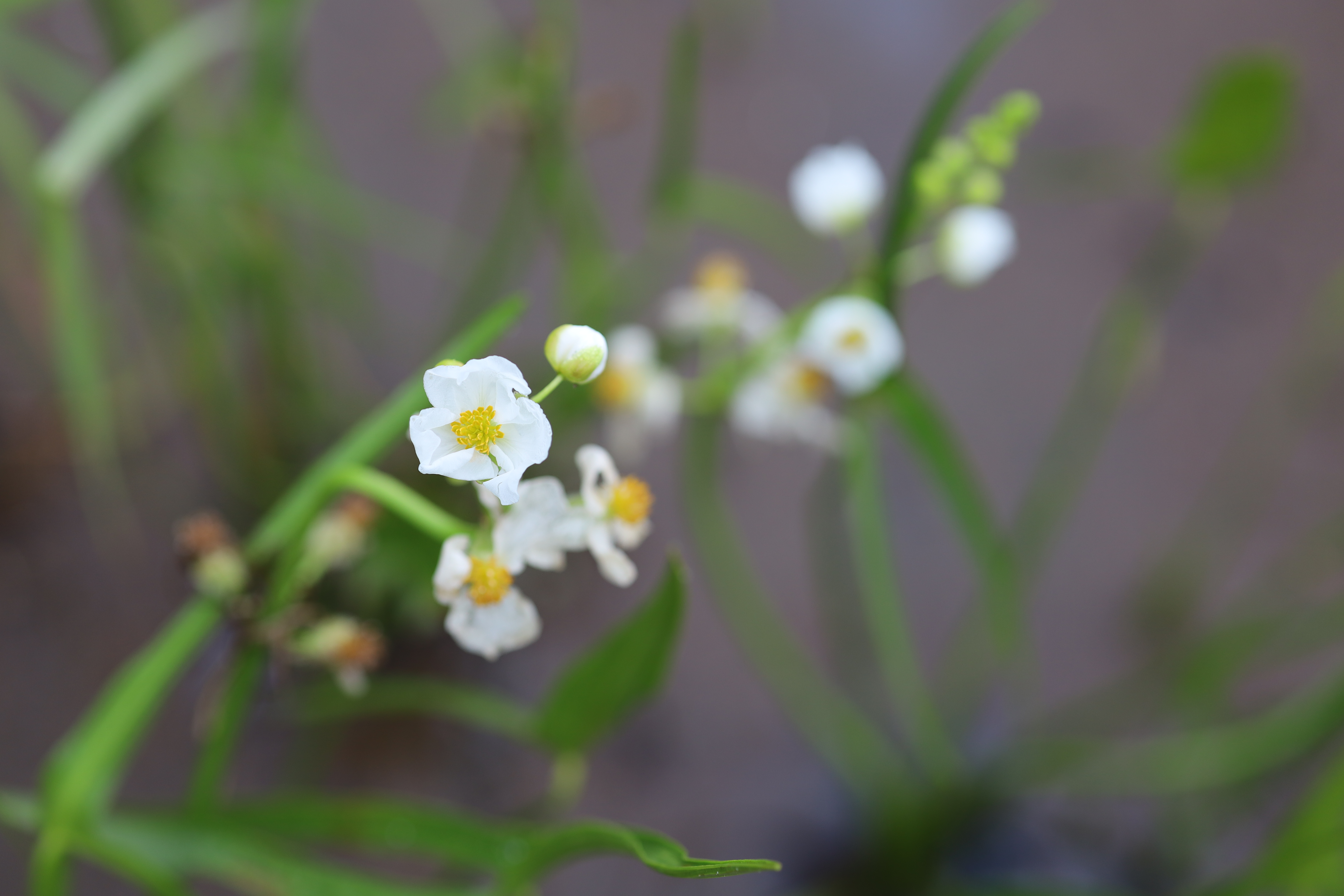
Sagittaria latifolia Willd. — Sagittaire latifoliée.